# Sao Gabriel Da Cachoeira Airport
Sao Gabriel Da Cachoeira Airport är en flygplats i Brasilien.   Den ligger i kommunen São Gabriel da Cachoeira och delstaten Amazonas, i den nordvästra delen av landet, 2 700 km nordväst om huvudstaden Brasília. Sao Gabriel Da Cachoeira Airport ligger 75 meter över havet.
Terrängen runt Sao Gabriel Da Cachoeira Airport är platt. Närmaste större samhälle är São Gabriel da Cachoeira, 11,6 km väster om Sao Gabriel Da Cachoeira Airport.
I omgivningarna runt Sao Gabriel Da Cachoeira Airport växer i huvudsak städsegrön lövskog. Trakten runt Sao Gabriel Da Cachoeira Airport är nära nog obefolkad, med mindre än två invånare per kvadratkilometer.